# Короткохвостый гнюс
Короткохвостый гнюс (лат. Hypnos monopterygius) — вид скатов из подсемейства Hypninae семейства гнюсовых (Torpedinidae) отряда электрических скатов. Единственный вид в роде короткохвостых гнюсов (Hypnos). Некоторые систематики оценивают подсемейство Hypninae как полноценное семейства Hypnidae. Это хрящевые рыбы, ведущие донный образ жизни, с крупными, уплощёнными грудными и брюшными плавниками, образующими грушевидный диск, очень коротким, толстым хвостом, крошечными спинными и хвостовым плавниками, маленькими глазами и крупным, способным сильно растягиваться ртом. Для защиты и атаки они могут генерировать электрический ток напряжением до 200 вольт. Обитают у южного побережья Австралии на глубине до 80 м. Максимальная зарегистрированная длина 40 см. Окраска различных оттенков коричневого цвета. Будучи прожорливыми хищниками короткохвостые гнюсы охотятся в основном на донных костистых рыб, причём добыча может превосходить их по размеру. Кроме того, в их рацион входят беспозвоночные и даже мелкие пингвины и крысы. Эти скаты размножаются яйцеживорождением, эмбрионы питаются желтком и гистотрофом. Летом самки рожают от до 4 до 8 детёнышей. Короткохвостые гнюсы способны нанести человеку чувствительный, но не смертельный электрический удар. Эти скаты не представляют интереса для коммерческого рыболовства. Они довольно выносливы и часто выживают после поимки и сброса за борт.

## Таксономия
Впервые вид был научно описан в 1795 году английским зоологом и ботаником Джорджем Шоу, эти заметки сопровождал рисунок рыбы, выброшенной на берег, сделанный Фредериком Полидором Ноддером. Шоу определил образец как удильщика и назвал новый вид лат. Lophius monopterygius. Видовое название происходит от слов др.-греч. μόνος — «один», «единственный» и греч. πτερόν — «крыло». Независимо от Шоу и Ноддера французский зоолог Огюст-Анри Дюмериль на основании двух особей, пойманных у побережья Нового Южного Уэльса в 1852 году описал новый вид электрического ската и создал для него самостоятельный род назвав его лат. Hypnos от слова др.-греч. Ὕπνος — «сон». Видовое название происходил от слов лат. sub — «под», «ниже» и лат. nigrum — «чёрный». В конце концов Гилберт Перси Уайтли признал, что иллюстрация Ноддера изображает тот же вид, который был описан Дюмерилем, и правильным биномиальным названием стали считать Hypnos monopterygius. В 1902 году Эдгар Рэйвинсвуд  Уэйт предложил в качестве замены названия рода Hypnos, которое, как он считал, было ранее занято родом бабочек Hypna, название Hypnarce. Однако согласно Международному кодексу зоологической номенклатуры такая замена не требовалась. Таким образом  Hypnarce стали рассматривать в качестве младшего синонима.
Филогенетические исследования на основании морфологии показали, что род короткохвостых гнюсов является близкородственным роду гнюсов. Поэтому некоторые систематики относят их к семейству гнюсовых, к которому принадлежит род гнюсов, выделяя, однако короткохвостых гнюсов в отдельное подсемейство Hypninae. Согласно другому мнению, короткохвостые гнюсы достаточно отличаются от гнюсовых, чтобы выделить их в отдельное семейство Hypnidae.

## Ареал
Короткохвостые гнюсы имеют обширный, но чётко ограниченный ареал. Они обитают в тёплых умеренных и тропических водах Австралии. На западе они встречаются от залива Сент-Винсент, Южная Австралия, до Брума, Западная Австралия, а на востоке от Идена, Новый Южный Уэльс, до острова Херон, Квинсленд. Эти распространённые скаты держатся у берега, как правило, не глубже 80 м, однако есть данные об их присутствии на глубине 240 м. Короткохвостые гнюсы предпочитают песчаное или илистое дно, включая пляжи, эстуарии и бухты, их также можно обнаружить в зарослях водорослей у скалистых или коралловых рифов.

## Описание
Специфичная грушевидная форма диска отличает короткохвостых гнюсов от прочих скатов. У них дряблое тело. Грудные плавники формируют расширенный диск, длина которого приблизительно равна ширине. По обе стороны головы сквозь кожу проглядывают электрические парные органы в форме почек. Крошечные глаза выдаются над поверхностью тела на короткой ножке. Передний край тела имеет образует почти прямую линию. Сразу позади глаз расположены крупные брызгальца, у некоторых особей их края покрыты пальцевидными выступами. Ноздри расположены прямо перед ртом и соединены с ним парой широких борозд. Между ноздрями имеется короткий кожаный лоскут, перекрывающий рот. Вместительный рот образует очень длинную и широкую арку. Тонкие челюсти способны сильно растягиваться, но не могут выдаваться вперёд. У взрослых скатов имеется свыше 60 рядов мелких зубов на обеих челюстях. Каждый зуб оснащён тройным остриём. Ни нижней стороне диска расположены пять пар жаберных щелей.
Брюшные плавники довольно широкие и сращены передним краем с грудными плавниками, образуя округлый второй диск. Два спинных плавника имеют форму закруглённых лопастей и расположены очень близко к хвостовому плавнику, который очень схож с ними по размеру и форме. Хвост очень короткий. Кожа лишена чешуи и местами сморщена.
Окраска дорсальной поверхности колеблется от тёмного или красно-коричневого до сероватого, розоватого и желтоватого, узор отсутствует либо имеются неравномерно разбросанные тёмные и светлые отметины неправильной формы. Вентральная поверхность бледная. Максимальная зарегистрированная длина 70 см, а по некоторым данным 92 см, однако в среднем не более 40 см.

## Биология
Короткохвостые гнюсы являются донными морскими рыбами. Они плохо плавают и в основном перемещаются по дну резкими трепыхающимися движениями. Эти скаты ведут ночной образ жизни и большую часть дня они проводят зарывшись в гущу на дне, выставив наружу только брызгальца. Если их потревожить, они демонстрируют защитное поведение: приподнимаются со дна и начинают кружить с открытым ртом. Во время отлива их иногда выбрасывает на берег, на суше они способны выжить в течение нескольких часов. Как и у прочих электрических скатов электрические органы короткохвостых гнюсов происходят из мускульной ткани и состоят из многочисленных вертикальных столбцов, заполненных в свою очередь кипами наполненных желеобразной массой «электрических плат», действующих подобно батарее. Они способны генерировать электричество напряжением до 200 вольт и испускать до 50 импульсов в течение 10 минут. Постепенно напряжение импульсов слабеет. Короткохвостые гнюсы используют электричество как для защиты, так и для нападения. 
Рацион короткохвостых гнюсов состоит в основном из донных костистых рыб, кроме того, они охотятся на головоногих, ракообразных и полихет.  В желудках короткохвостых гнюсов обнаруживали останки пингвинов и крыс. Эти скаты засасывают добычу с грунта и проглатывают её целиком, начиная с головы. Они способны поглотить очень крупную жертву относительно собственного размера: наблюдали за тем, как одна особь длиной 60 см заглотила плоскоголова длиной 70 см, хвост которого продолжал торчать изо рта ската. Находили мертвых короткохвостых гнюсов, погибших, вероятно, из-за того, что они пытались проглотить слишком крупную добычу. Эти скаты размножаются яйцеживорождением, подобно прочим электрическим скатам. Эмбрионы развиваются в утробе матери и питаются желтком и гистотрофом. В помёте от 4 до 8 новорожденных длиной 8—11 см. Роды происходят летом. Самцы и самки достигают половой зрелости при длине 40—48 см. На этих скатах паразитируют ленточные черви  Acanthobothrium angelae и Lacistorhynchus dollfusi, а также нематода Echinocephalus overstreeti.

## Взаимодействие с человеком
Короткохвостые гнюсы часто сохраняют неподвижность и лежат, зарывшись в грунт, когда к ним под водой приближается человек. В результате многие дайверы и купальщики получили в результате контакта шок от электрического удара. Удар бывает сильный, но неопасный для жизни человека. Можно получить шок, если приливная волна случайно бросит человека на ската. Короткохвостые гнюсы не представляют интереса для коммерческого рыболовства. В 1883 году зоолог Эдвард Пирсон Рамсей заметил, что это единственный несъедобный скат из всех скатов, обитающих в водах Порт-Джэксона. Они попадаются в качестве прилова при коммерческом тралении, они достаточно устойчивы к стрессу и часто выживают, после того, как их выбрасывают за борт. Эти скаты попадаются также в ловушки для лобстеров и становятся добычей подводных охотников. Международный союз охраны природы присвоил этому виду статус «Вызывающий наименьшие опасения».